# Ārezūmand
Ārezūmand (persiska: آرزومَند, آرزومند) är en ort i Iran.   Den ligger i provinsen Markazi, i den nordvästra delen av landet, 190 km sydväst om huvudstaden Teheran. Ārezūmand ligger 1 902 meter över havet och antalet invånare är 434.
Terrängen runt Ārezūmand är kuperad.Runt Ārezūmand är det glesbefolkat, med 20 invånare per kvadratkilometer. Närmaste större samhälle är Shotorīyeh, 18,8 km söder om Ārezūmand. Trakten runt Ārezūmand består i huvudsak av gräsmarker.